# Hot Time in Florida
Hot Time in Florida – album koncertowy Elvisa Presleya, nagrany 12 lutego 1977 w Hollywood na Florydzie. Został wydany w 1994 roku.
Podczas tego koncertu Elvis po raz ostatni na żywo śpiewał utwór „My Boy”, ale tylko jedną linię, a potem „My Way” (prawdopodobnie zrobił to przez pomyłkę, bo nie wykonywał tej piosenki od 4 grudnia 1975), była to ostatnia pełne wykonanie na żywo tej piosenki w Las Vegas. Był to jego pierwszy koncert w 1977 oraz pierwsza trasa w tym roku.

## Lista utworów
1. "2001"
2. "C.C. Rider"
3. "I Got A Woman - Amen - I Got A Woman"
4. "Love Me"
5. "If You Love Me"
6. "You Gave Me A Mountain"
7. "Jailhouse Rock"
8. "O Solo Mio - It's Now Or Never"
9. "All Shook Up"
10. "Teddy Bear - Don't Be Cruel"
11. "My Boy (one line) - My Way"
12. "Little Sister"
13. "Help Me"
14. "Polk Salad Annie"
15. "Introductions by Elvis"
16. "Early Morning Rain What'd I Say "
17. "Johnny B. Goode"
18. "Ronnie Tutt drum solo"
19. "Jerry Scheff bass solo"
20. "Tony Brown piano solo"
21. "Love Letters"
22. "School Days"
23. "Hurt"
24. "Hound Dog"
25. "Funny How Time Slips Away"
26. "Unchained Melody"
27. "Can't Help Falling In Love"
28. "Closing Vamp"